# Hallucigeniidae
Hallucigeniidae est une famille éteinte d’animaux marins appartenant au clade des Lobopodiens†, un groupe de créatures segmentées à pattes lobopodiennes non articulées, apparenté aux panarthropodes (qui regroupent notamment les arthropodes, onychophores et tardigrades).

## Étymologie
Le nom de la famille provient du genre type Hallucigenia (du latin hallucinatio, « vision trompeuse »), en raison de l'apparence étrange et déroutante des fossiles, qui semblait presque irréelle à leur découverte.

## Morphologie
Les membres de Hallucigeniidae présentent un corps allongé, segmenté, muni de plusieurs paires de pattes molles sur la face ventrale. Le dos est recouvert de longues épines rigides, probablement défensives. La tête est de petite taille et peut présenter une bouche terminale entourée de dents coniques.
La reconstruction initiale de ces animaux a longtemps été controversée, certains paléontologues pensant à tort que les animaux marchaient sur leurs épines.

## Classification
Les Hallucigeniidae sont considérés comme des lobopodiens proches des onychophores, et pourraient être des formes basales du groupe des panarthropodes. Leur place exacte dans l'arbre phylogénétique reste débattue.

## Genres représentés
Le genre le plus connu de la famille est :
- Hallucigenia Conway Morris, 1977
  - Hallucigenia sparsa
  - Hallucigenia fortis

## Importance paléontologique
Les fossiles de Hallucigeniidae, notamment ceux du gisement de Burgess, sont emblématiques de l’explosion cambrienne. Leur morphologie atypique a contribué à remettre en question les concepts traditionnels de classification au sein du règne animal.